# Vinaigrette véhicule
|  | For andre betydninger af ordet vinaigrette, se Vinaigrette (flertydig) |
En vinaigrette eller vinaigrette véhicule var en tohjulet karet (rickshaw) til persontransport trukket af en tjener (1800-tallets Frankrig).